# Historias de fútbol
Pour plus de détails, voir Fiche technique et Distribution.
Historias de fútbol est un film chilien réalisé par Andrés Wood sorti en 1997. Présenté pour la première fois en public au festival de Montréal, il est sacré meilleur premier film en 1998 au Festival de Carthagène.

## Synopsis
Trois histoires croisées prenant le football comme thème commun.

## Fiche technique
- Titre : Historias de Fútbol
- Réalisation : Andrés Wood
- Scénario : Andrés Wood, René Arcos, Mario Benedetti et Raúl Pérez Torres
- Musique : José Miguel Miranda et José Miguel Tobar
- Photographie : Igor Jadue-Lillo
- Montage : Andrea Chignoli
- Production : J.J. Harting et Andrés Honorato
- Société de production : Paraïso Productions et Roos Film
- Pays :  Chili
- Genre : Drame
- Durée : 87 minutes
- Dates de sortie : 
  -  Chili : 6 juin 1997

## Distribution
- María Izquierdo : Manuela Seón
- Elsa Poblete : Elvira Serón
- Daniel Muñoz : Carlos González
- Manuel Aravena
- Ximena Rivas : novia de un futbolista
- Fernando Gallardo : Ángel Villablanca
- Pedro Villagra : Cristian Riquelme
- Pablo Striano : Fernando
- Manuel Aguilar : Pablo
- Héctor Avendaño : Fernando
- Néstor Santillana : Francisco
- Boris Quercia : René
- Rodolfo Pulgar